# 1270 Datura
1270 Datura (1930 YE) là thiên thạch dạng chữ S và tiểu hành tinh vành đai chính được phát hiện ngày 17 tháng 12 năm 1930 bởi George Van Biesbroeck ở Yerkes Observatory. Thiên thạch được xem là kết quả của việc va chạm từ các mảnh lớn hơn từ 450,000 năm trước đây. Nó được đặt theo tên loại cây có chi là Datura.